# برزک
برزک یکی از شهرهای شهرستان کاشان در استان اصفهان ایران است.
این شهر با جمعیت ۴۵۸۸ نفر (برآورد سال ۱۳۹۵، مرکز آمار ایران) در بخش برزک و در فاصله ۵۰ کیلومتری از مرکز شهرستان قرار دارد. بخش برزک دارای بیشترین سهم گل محمدی در منطقهٔ کاشان با دارابودن ۷۰٪ گُل منطقه است. همچنین، با داشتن کارخانه‌های صنعتی و سنتی گلاب‌گیری سهم قابل‌توجهی از گل و گلاب منطقهٔ کاشان را دارد.
این شهر زیبا کوهستانی در ارتفاع ۲۰۶۰ متری و در دامنه شمالی رشته کوه کرکس قرار دارد
در منتهی علیه جنوبی شهر برزک قلل مرتفع رشته کوه کرکس قرار دارد و دارای درختان گردو و بادام و همچنین شاه‌توت است. برزک بیشترین سهم تولید و توزیع شاتوت را در منطقه داراست. این شهر دارای آب‌وهوایی معتدل در بهار و تابستان است، و در زمستان نیز هوای سردی دارد.

## گردشگری

### جاذبه‌های گردشگری
مردم محلی منطقه عمدتاً به باغداری مشغولند. گلابگیری از جاذبه‌های گردشگری روستاها و شهرهای حاشیه منطقه است. سالانه تعداد زیادی گردشگر در اردیبهشت ماه برای تماشای گلابگیری به این شهرها سفر می‌کنند.
برزک از جمله شهرهای انگشت شمار دارای چهار فصل متمایز است. در فصل بهار، سپیدی برف جای خود را به شکوفه‌های سرخ و سفید بهاری می‌دهد و بر زمینش مخملی سبز همراه با رویش گل‌های لاله آماده استقبال از میهمانان طبیعت است و چه خرسندند مردم این شهر که در آخرین ماه فصل بهار زمینشان متبرک می‌شود با بازگشایی گل‌های سرخ محمدی که نقشی بدیع و تزیینی و زیباست بر کوچه باغ‌های این شهر. در این ماه فعالیت گلابگیران با شوری خاص آغاز می‌شود، جشنواره گل و گلاب برپا می‌شود و شهر خود را آماده و مهیا در انتظار گردشگران می‌بیند.
فصل تابستان، فصل به بار نشستن درختان باغ‌ها و دشت‌هاست. تابستان برزک، دارای آب و هوایی معتدل، لطیف و کوهستانی است و مأمن آرامشی برای مسافران گرمازده از کویر است تا قدری در سایه‌سار درختان بیاسایند و صدای آبشارهای همیشه خروشان این شهر را بشنوند و از آب چشمه‌های زلال آن بنوشند.
کوچه‌باغ‌های برزک در پاییز با فرشی رنگین از برگ‌های درختان پوشیده شده است و درختان، برگ‌های زرد و سرخ و ارغوانی را با وزش باد در هوا می‌پراکنند و بر سر مسافرانشان گلریزان می‌کنند و چه خیال‌انگیز است وقتی که در کوچه‌باغ‌ها قدم می‌گذاری و صدای خش خش برگ‌ها را زیر پا می‌شنوی و ناگاه نگاهت بر بلندای برزک می‌افتد و کوه‌های باران‌خورده و قله‌های پوشیده از برف را می‌بینی که نزدیکی زمستان را گوشزد می‌کنند.
مردم برزک نیز مانند همه ایرانیان با برگزاری مراسم شب یلدا به استقبال اولین سپیده زمستانی می‌روند و اغلب در این شب به تماشای برف می‌نشینند. زمستان برزک همیشه پربرف است و همین مسئولان برزک را بر آن داشته تا به فکر پیست اسکی و تفریحات زمستانی هم باشند.
مراسم شب نیمه ماه مبارک رمضان، آیین نخلبرداری در روز عاشورا و شهادت حضرت علی (ع)، مراسم ششم امام حسین (ع) که در فهرست میراث معنوی کشور ثبت شده و همین‌طور مراسم آش باران و جشنواره شاهتوت از مهم‌ترین آیینهای برزک به‌شمار می‌روند.
در فصل تابستان و اواخر پائیز (وقتی محصولات برداشت شد) نوعی آش حلیم با گندم، جو، گوشت، نخود و لوبیا پخته می‌شود. سوخت این آش تماماً هیزم بوده و به روشی کاملاً سنتی پخته می‌شود. پخت آش از ساعت‌های آغازین شب تا حدود ساعت ۴ صبح طول می‌کشد. آش را بعد از پخته شدن با چوبهایی به نام تُخماق می‌کوبند و صبح زود پخش می‌کنند.
جشنواره شاه توت نیز در تیر ماه بین دهم تا پانزدهم برگزار می‌شود. بیشتر محصول شاه‌توت منطقه به فرحزاد تهران منتقل می‌شود.
مراسم ششم امام حسین (ع) از ساعت ۲ بعد از ظهر شروع شده و تا نماز مغرب و عشا ادامه دارد. تمام کشاورزان محصولاتی نظیر گردو، بادام، سنجد، کشمش و جوزقند را به مسجد آورده و در سینی‌های بزرگی که به آن‌ها مجمعه گفته می‌شود می‌گذارند. زنان و مردان به صف دور سفرهای به طول ۴۰ تا ۵۰ متر نشسته و آجیل‌ها را با دعا متبرک می‌کنند. سپس آجیل‌ها را بسته‌بندی کرده و بین شهروندان و مهمانان پخش می‌کنند.
تپه تاریخی قلعه برزک: تپه قلعه یک موقعیت مهم طبیعی شهر برزک است که احتمالاً یادآور اولین استقرار روستانشینی بازمانده از دوران باستان در برزک است. در این تپه حفره‌هایی به وجود آمده که بر اساس گفته اهالی در آن استخوان‌های انسانی وجود داشته و هنگام احداث پارک از محل خود برداشته شده است. آبراهه‌های ایجاد شده در دل کوه و همچنین فضای غارمانند ضلع جنوبی (که شاید دست‌کند باشد) از جمله آثار موجود در تپه قلعه است که پژوهش در این تپه را ضروری می‌نماید. (گزارش ثبتی تپه قلعه، ۳۸۳۱) تپه تاریخی قلعه دست کم مربوط به دوره سلجوقیان و قبل از آن است. غار کشف شده در این تپه به همراه وسایلی نظیر تنور گلی، ظروف سفالی و گلی و …، حکایت از سکونت و زندگی بسیار دور در این محل دارد. این تفرجگاه دارای سکوهای سنگی جهت اسکان و استراحت، صندلی و نیمکت‌های چوبی، آلاچیق، بنای کوشک در مرتفع‌ترین نقطه تپه، آبشاری که از مرکز کوشک شروع و پس از گذشتن از برکه‌ها و جزیره‌های آب به پایین تپه در محل استخر ذخیره آب ختم می‌شود و… است.
غار برزک در تپه تاریخی قلعه برزک: قدمت این غار به دوران سلجوقیان بازمی‌گردد و شهرداری با همکاری میراث فرهنگی و گردشگری به دنبال ثبت ملی این اثر تاریخی است. بنا به نقل قول سینه به سینه بزرگان شهر، این غار که در سکونتگاه اولیه برزک (تپه قلعه) واقع شده، دارای ۳ مسیر اصلی بوده که یکی از مسیرها به مسجد جامع شهر و مسیر دیگری به حمام میان ده و مسیر سوم به طرف کوه اشک ادامه دارد و هم‌اکنون شهرداری به جهت انجام تحقیقات بیشتر مشغول آزادسازی معبرهای مسدود شده این غار در اثر ریزش‌های سالیان متوالی است. از آثار برجای مانده در این غار می‌توان به حفر کانال‌های کوچک حفاری شده در دل سنگ جهت دفن یا نگهداری استخوان‌های گذشتگان خود، ظروف سفالی و گلی برجای مانده و وجود سقف‌های زیبای آن اشاره کرد.
جاده تفریحی توریستی سعدآباد برزک: این جاده از زیباترین جاده‌های طبیعی و بکر شهرستان کاشان است. جاده تفریحی و توریستی سعدآباد از مرکز شهر آغاز می‌شود و در امتداد رودخانه اصلی شهر به طول ۴ کیلومتر همراه با بدیع‌ترین صحنه‌های طبیعی ادامه دارد و پس از گذشتن از کنار تفرجگاه‌ها، کوه‌ها، چشمه‌ها، آبشارها و باغ‌های زیبا، به مسیر اصلی جاده برزک ـ کاشان ختم می‌شود.
تفرجگاه چشمه احمدآباد: این چشمه در نقطه شمال شرقی برزک و در حریم رودخانه فصلی برزک واقع است و دارای چندین چشمه جوشان است و در قسمت بالادست آن دیواره سدی است که بر اثر رسوب طی سالیان متوالی پر شده و هم‌اکنون با رویش درختان بید و درختچه‌های گز در بستر این سد، منظره زیبایی را ایجاد کرده است. این تفرجگاه که در ۱۰۰ متری خیابان اصلی واقع است هر ساله گردشگران زیادی را به سمت خود جذب می‌کند. به دلیل وجود کوه در حاشیه جنوب شرقی تفرجگاه، گردشگران علاقه‌مند به کوهنوردی نیز در کنار استفاده از مناظر بکر و طبیعی از فضای این تفرجگاه برای کوهنوردی بهره می‌برند.
آسیاب آبی سعدآباد و تفرجگاه جنب آن: در قسمت جنوبی جاده سعدآباد، آسیاب آبی با قدمتی حدود ۲۰۰ ساله به چشم می‌خورد. این آسیاب آبی دارای تنوره‌ای است که آب از بالا داخل آن ریخته و فشار آب این تنوره، سنگ‌های آسیاب به وزن ۵۰۰ کیلوگرم را به حرکت درمی‌آورد و گندم را که بین دو سنگ قرار می‌گیرد خرد و آرد می‌کند. شهرداری اقدام به مرمت و بازسازی و احیاء این آسیاب کرده و تفرجگاهی در کنار آن در حال ساخت است. این تفرجگاه مورد استقبال گردشگران قرار گرفته است. این اثر در تاریخ ۲۴ / ۸ / ۸۵ به شماره ۱۶۲۱۸ در فهرست آثار ملی ایران به ثبت رسیده است.
حمام دوره صفویه برزک: یکی دیگر از میراث‌های فرهنگی شهر برزک، حمامی است که مربوط به دوره صفویه است. این بنای کهن توسط فردی بنام سیدحسن کاشانی ساخته شده است. برای گودبرداری این حمام ۱۰ متر زمین را کنده و این کار یک سال طول کشیده و بعد از ۷ سال ساخت حمام به پایان رسیده است. در ساخت این حمام از ستون‌های سنگی تراشیده شده یکپارچه استفاده شده و برای برپا کردن ستون‌ها و محکم‌کاری پایه‌ها از سرب و ساروج که به صورت سنتی درست می‌شده استفاده کرده‌اند. حمام دارای دو خزینه، دو حوضچه بنام استک و دو تخته سنگ برای نماز خواندن است. برای سوخت حمام از نفت سیاه استفاده می‌کنند. این اثر در تاریخ ۲۴ / ۸ / ۸۵ به شماره ۱۶۲۱۳ در فهرست آثار ملی ایران به ثبت رسیده است.
امامزاده سراج الدین ابن موسی بن جعفر: ساخت بنای اصلی امامزاده سراج‌الدین ابن موسی ابن جعفر (ع) با قدمتی ۵۰۰ ساله را هنرمندان دوران صفوی به عهده داشته‌اند. بنای این امامزاده که بزرگ‌ترین امامزاده شهر است شامل دو بخش است. بخش اصلی که هسته اولیه آن را تشکیل می‌دهد فضای دور مقبره امامزاده است که یک بنای ۸ ضلعی با ضریح در مرکز آن همراه با گنبد خشتی که از درون (زیر آن) آئینه‌کاری شده است. در فضای بیرونی امامزاده قبرستان شهر وجود دارد که سنگ‌های قبر بسیار قدیمی گویای قدمت بالای این قبرستان است. این اثر در تاریخ ۲۲ / ۸ / ۸۵ به شماره ۱۶۱۹۷ در فهرست آثار ملی ایران به ثبت رسیده است.
موزه مردم‌شناسی برزک: قدمت این خانه که به موزه مردم‌شناسی برزک تبدیل شده است به دوره زندیه می‌رسد و با توجه به معماری سنتی محل ساخته شده که پس از خرید این بنا و تملک آن توسط شهرداری شهر برزک، تغییر کاربری یافته و به موزه مردم‌شناسی این شهر تبدیل شده است. موزه مردم‌شناسی، در دو طبقه با حیاطی طویل و باریک و با شیبی ملایم از شمال به جنوب شکل گرفته است. علاوه بر بنای تاریخی خود موزه، گردشگران می‌توانند شاهد دستگاه‌های بافندگی قدیمی همچون دستگاه گلیم بافی، دستگاه چادرشب بافی، دستگاه قالیبافی، درب چوبی مسجد جامع و بیش از ۴۵۰ اثر باقی‌مانده و قدیمی از گذشتگان باشند. این اثر در تاریخ ۱۴ / ۱۲ / ۸۵ به شماره ۱۷۸۱۰ در فهرست آثار ملی ایران به ثبت رسیده است و با همت و مدیریت پژوهشگر میراث فرهنگی، خانم جهانی، پذیرای گردشگران است.
آب انبار سردل برزک: این آب انبار در دوران پهلوی با سبک معماری سنتی محل ساخته شده است. بنای این آب انبار به سفارش ساکنان محل جهت استفاده عمومی توسط شیخ میرزا جلال مصطفوی و کربلائی حسینعلی که معماران برزکی بوده‌اند ساخته شده و چون در محله سردُل (شهید رجایی) جنب خانه روحانی ساخته شده به همین نام معروف گشته است. این بنای تاریخی در تاریخ ۲۴/ ۸ / ۸۵ در فهرست آثار ملی ایران به شماره ۱۶۲۰۵به ثبت رسیده است.
خانه‌های قدیمی کاردان و موسوی برزک: خانه کاردان‌ها در دوره زندیه بنا شده و یکی از قدیمی‌ترین خانه‌های تاریخی شهر برزک به‌شمار می‌رود. معمار آن استاد کربلائی عبدالله عظیمی معروف به معمار عظیم بوده است. این خانه که از زمان ساخت تاکنون در مالکیت خاندان کاردان بوده به همین نام در بین اهالی شهر تاریخی برزک معروف شده است. این بنای تاریخی که در بافت قدیم شهر استقرار یافته هم‌اکنون نیز دارای کاربری مسکونی است، در تاریخ ۲۴/ ۸ / ۸۶به شماره ۱۶۳۱۴در فهرست آثار ملی ایران به ثبت رسیده است.
خانه تاریخی موسوی نیز که در همسایگی خانه تاریخی کاردان قرار دارد یکی از قدیمی‌ترین خانه‌های تاریخی این شهر است که در دوره زندیه و با الهام از معماری سنتی محلی ساخته شده و چون متعلق به خاندان موسوی بوده به همین نام نیز شهرت یافته است و در میان اهالی این شهر به نام منزل امام جمعه شهر برزک معروف است. این بنای تاریخی در تاریخ ۲۴/ ۸ / ۸۶به شماره ۱۶۳۰۹در فهرست آثار ملی ایران به ثبت رسیده است.
آسیاب خاتونی برزک: آسیاب خاتونی در جنوب شرقی شهر برزک، در محله باغستان و روبروی مسجد خاتم‌النبیین قرار دارد. آب قنات علیای برزک به وسیله کانالی به تنوره وارد می‌شود و در ادامه، آب انباشته شده در این مخزن توسط روزنه قیف مانندی به سوی پره‌های چرخ آسیاب هدایت می‌شود و باعث به گردش درآمدن سنگ‌های آسیاب می‌شود. به‌طور کلی سقف فضاهای آسیاب تیرپوش و مصالح بکار رفته در آن سنگ، خشت و آجر است. با وجود بهره‌گیری از دستگاه‌های پیشرفته جهت آسیاب کردن غلات، هنوز هم برخی از ساکنان برزک و روستاهای تابعه کیسه‌های گندم و جو را برای آرد کردن به این آسیاب می‌آورند. در مجموع با توجه به موقعیت مکانی اثر و قرار داشتن آن در بافت شهر برزک و دسترسی آسان به این بنای ارزشمند، همچنین دایر و فعال بودن آن، به عنوان یکی از جاذبه‌های گردشگری منطقه به‌شمار می‌رود.
بافت قدیم برزک: بافت قدیم برزک، با دیوارهای کاهگلی، کوچه‌های پیچاپیچ، و خانه‌هایی که برخی اتاق‌هایشان سقف کوچه شده‌اند، در محله مصلی واقع شده است. این بافت که دارای ساختمان‌های خشت و گلی، با تیرهای چوبی بوده و بیشتر دارای کوچه‌های تنگ معروف به کوچه‌های آشتی کنون است. این بافت که در حاشیه تپه تاریخی قلعه و به صورت پلکانی گسترش یافته دارای چشم‌انداز بسیار جالبی است. کوچه‌ها با عرض ۱ متر در اطراف ساختمان‌ها به‌طور خاص و به شکل مارپیچ چرخیده است و تمامی منازل را به آسانی با هم ارتباط می‌دهد و هیچ‌کدام از کوچه‌ها بن‌بست نیست.

## گویش مردم
مردم این منطقه در قدیم به گویش راژی برزکی که یکی از گویش‌های زبان راژی در شاخه زبان‌های ایران مرکزی است صحبت می‌کردند؛ تعدادی از سالمندان این شهر به این گویش تکلم می‌کنند؛ نکته قابل توجه این است که گویش راجی این منطقه با گویشهای راجی (رایجی) شهرها و روستاهای همسایه تفاوت دارد.

### اقامتگاه
در برزک دو اقامتگاه رسمی بوم‌گردی برای مسافران فراهم است. یک گزینه اقامت در خانه تاریخی روحانی (خانه روحانی برزک) است که به عنوان یک اقامتگاه بوم‌گردی در برزک فعال شده است. این اقامتگاه با رختخواب سنتی و کرسی، داخل خانه‌ای کوچک اما تاریخی (با معماری صفوی) و همراه با خدماتی مثل غذای سنتی گشت طبیعت و تاریخ و … فعالیت می‌کند. اقامتگاه سنتی آویلا نیز، در دل بافت تاریخی برزک و پای تپه تاریخی قلعه، گزینه بعدی برای اقامت در برزُک به‌شمار می‌رود. علاوه بر این هتل داریوش در محله کارگاه خیابان دانش با نمایی زیبا از تمام شهر با بافت سنتی و مدرن درخدمت گردش گران است

## محیط زیست
منطقه حفاظت شده قمصر و برزک در سال ۱۳۸۶ جهت احیاء محیط طبیعی و حیات وحش منطقه به عنوان منطقه شکار ممنوع اعلام شد. پس از آن طی مصوبه شماره ۳۲۸ شورای عالی محیط زیست (کمیسیون زیر بنائی دولت) مورخ ۱۳۸۹/۹/۲۹ به عنوان منطقه حفاظت شده به مناطق تحت مدیریت سازمان حفاظت محیط زیست پیوسته است.
منطقه حفاظت شده قمصر و برزک با مساحت ۵۹٬۹۶۶ هکتار در استان اصفهان و شهرستان کاشان واقع شده است.
۴/۱۳ درصد از منطقه حفاظت شده قمصر و برزک زیر ۱۴۰۰ متر، ۵۵ درصد بین ۱۴۰۰–۲۵۰۰ متر، ۲۸ درصد ۳۰۰۰–۲۵۰۰ و مابق بیش از ۳۰۰۰ متر ارتفاع دارد.
بیشتر وسعت منطقه کوهستانی است و قسمت محدودی را نواحی دشتی تشکیل می‌دهد.

### وضعیت حفاظتی
منطقه حفاظت شده قمصر و برزک در حال حاضر فاقد پاسگاه محیط بانی و تجهیزات حفاظتی متمرکز و مستقر در منطقه است.

### پوشش گیاهی
منطقه کوهستانی با اقلیم سرد باعث شده تا پوشش گیاهی مستقر در آن پوشش گیاهی ناحیه ایرانی و تورانی کوهستانی باشد. سیمای کلی پوشش گیاهی منطقه از نوع درمنه است و تنوع گونه‌های گیاهی منطقه نسبتاً قابل توجه است.
گونه‌های شاخص گیاهی آن درمنه، انواع گون، چوبک و کلاه میرحسن است.

### گونه‌های شاخص جانوری
۲۰ گونه پستاندار، ۱۵ گونه خزنده، ۵۰ گونه پرنده و یک گونه دوزیست از این منطقه شناسایی شده است.
گونه‌های شاخص جانوری منطقه حفاظت شده قمصر و برزک را گربه پالاس، قوچ ومیش، کل وبز، گراز، پایکا و مار شاخدار تشکیل می‌دهند.

### تعارضات و تهدیدهای منطقه
فعالیت معادن و شکار غیرمجاز مهم‌ترین عوامل تهدیدکننده منطقه به‌شمار می‌روند.

### رخدادهای محیط زیستی
- در مرداد ماه ۱۳۹۰ محیط‌بانان مستقر در منطقه حفاظت شده قمصر و برزک، با همکاری همیاران محیط زیست موفق به کشف یک قلاده توله گربه پالاس شدند. این جانور که در اثر درگیری با چندین کلاغ دچار مصدومیت از ناحیه چشم شده بود جهت معاینه و درمان تحویل اداره حفاظت محیط زیست کاشان گردید.
- در خردادماه ۱۳۹۲ یک رأس بره میش وحشی ۴ روزه که مادرش توسط شکارچیان غیرمجاز کشته شده بود به گله گوسفندی در منطقه حفاظت شده قمصر و برزک پناه آورد.
- دستگیری شکارچی غیرمجاز بره میش وحشی در پوشش تفریح خانوادگی در شهریور ۱۳۹۲